# Wolf Ernst Brohn
Wolf Ernst Brohn (také Wolff Ernst Bron, Bion nebo Pioni, * kolem 1600 ; † začátek listopadu 1664 Drážďany) byl německý sochař raného baroka. Ve druhé a třetí čtvrtině 17. století, tedy ještě před zformováním dvorského stylu drážďanského baroka, byl „nejvýznamnějším mistrem svého uměleckého žánru v Drážďanech“.

## Životopis

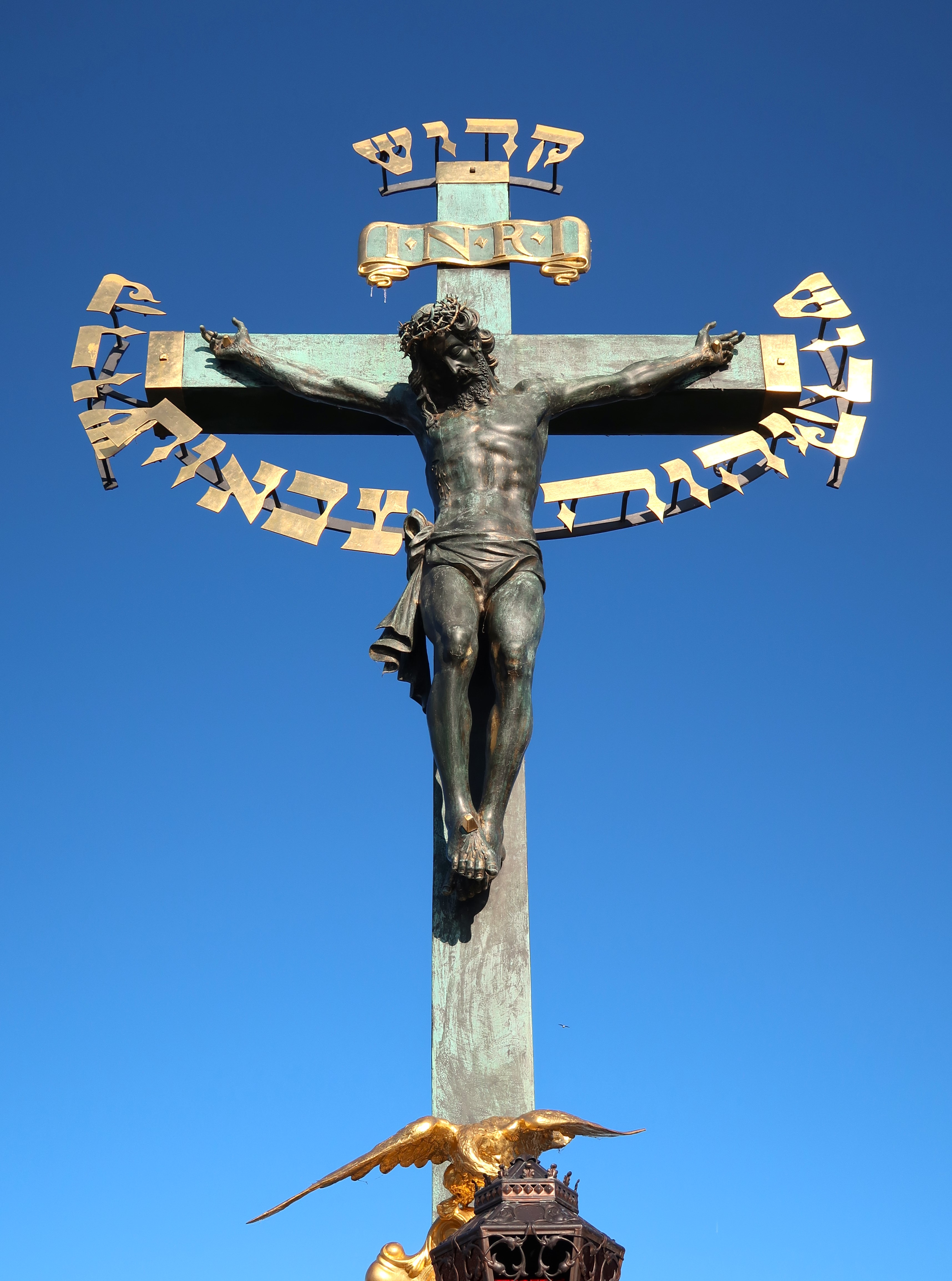
Krucifix z kalvárie na Karlově mostě (1628)

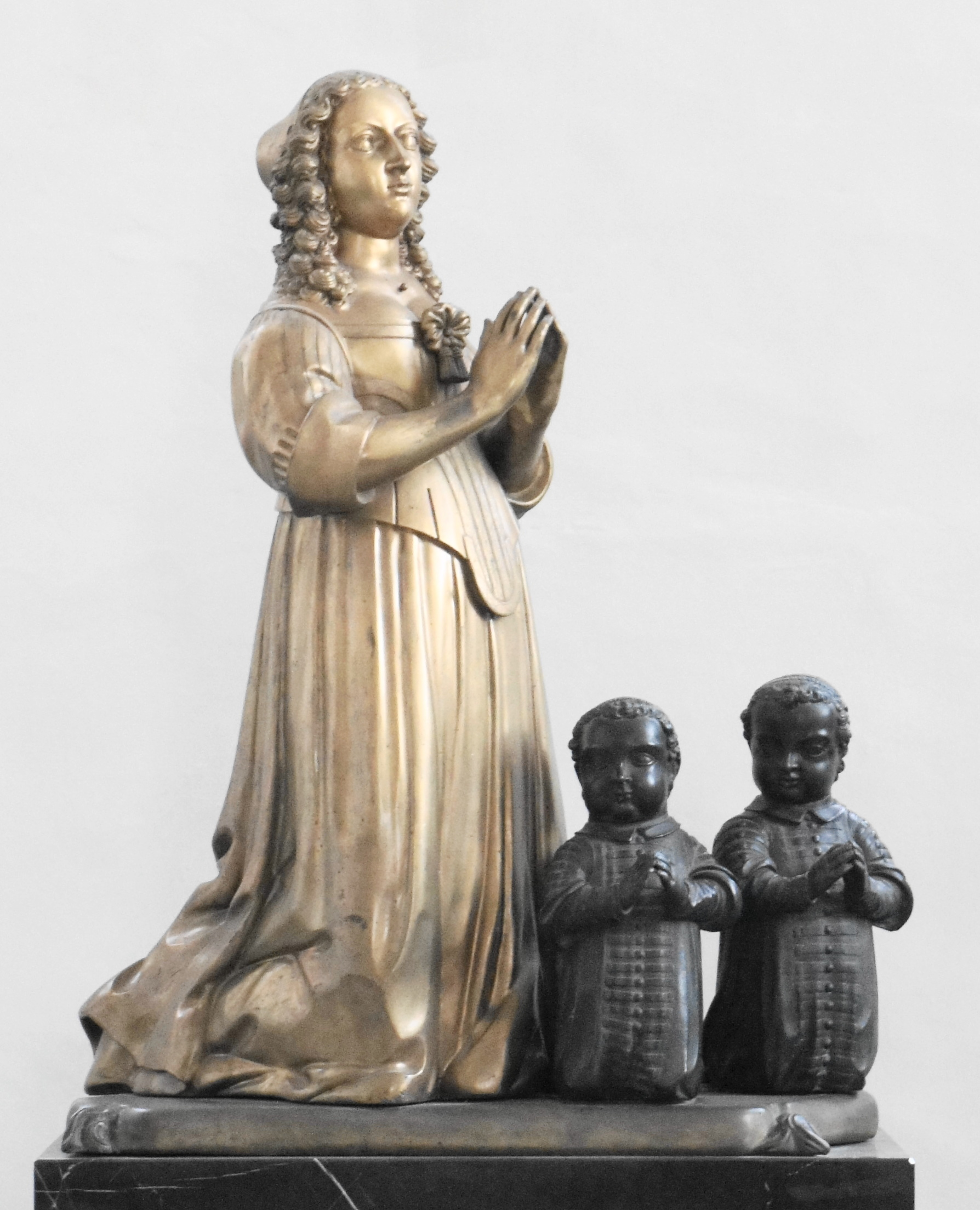
Sochy princezny Žofie Hedviky a jejích synů z epitafu (1652); Dóm ve Freibergu

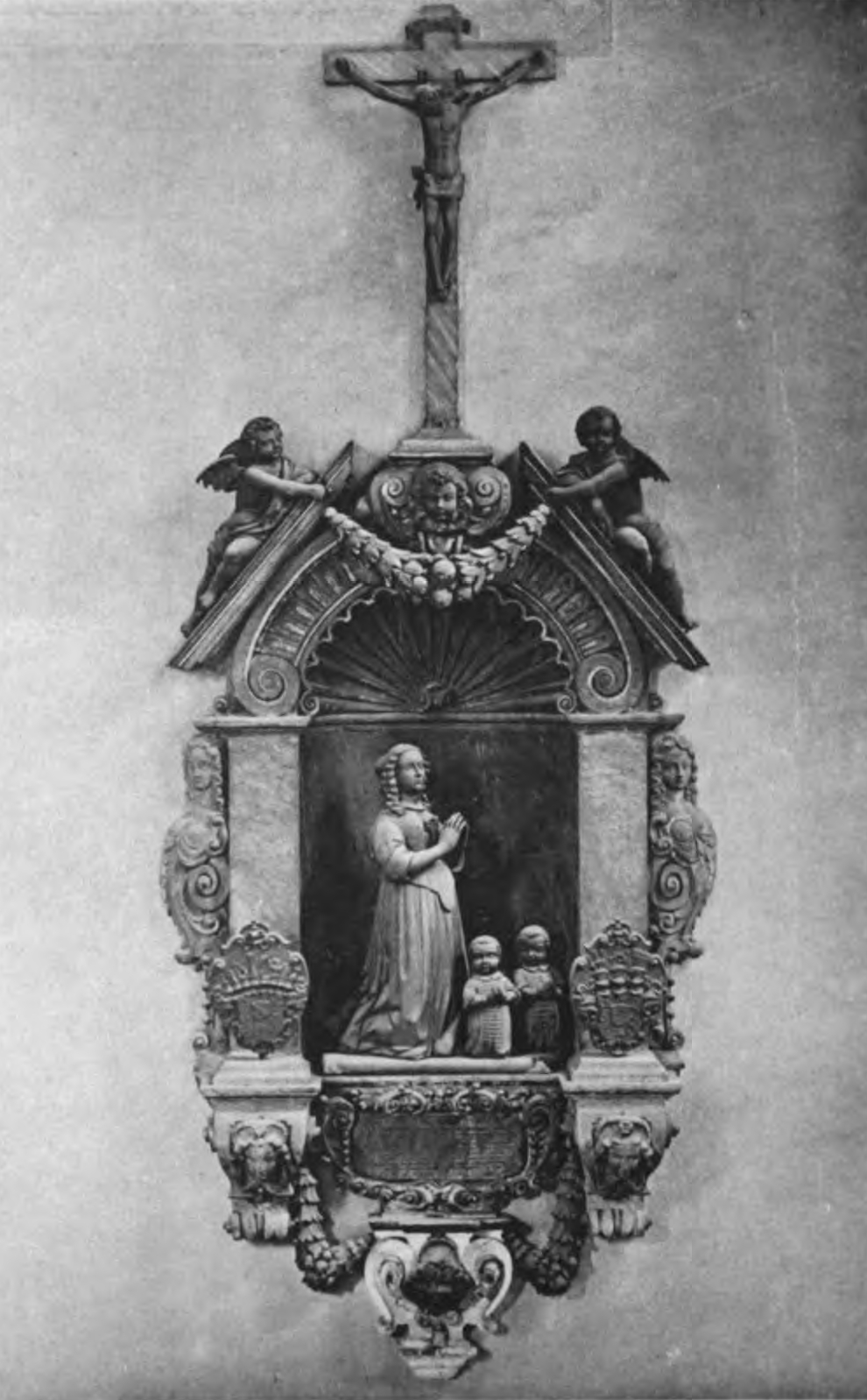
Epitaf princezny Žofie Hedviky a synů v kostele sv. Žofie v Drážďanech (stav před zničením)

Wolfův otec Wolf Friedrich Brohn byl voják v gardě saského kurfiřta. Svou kariéru skončil v hodnosti hejtmana a velitele pevnosti Königstein. Tam byl za zpronevěru odsouzen k smrti a v roce 1610 popraven. Matka pocházela z drážďanské sochařské rodiny Waltherů, byla dcerou sochaře Melchiora Jobsta.
Wolf Ernst brzy vstoupil do učení sochařství ke svému strýci Sebastianu Waltherovi.
Pracoval jako sochař, modelér a designér v Drážďanech pro saského knížete a kurfiřta Jana Jiřího Saského. Tam se seznámil s dvorními kovolitci Hansem Hillgerem a Andreasem Heroldem, s nimiž spolupracoval na dvorních zakázkách.

## Hlavní díla
- Krucifix na Karlově mostě (1628-1929); Brohnův model odlil do bronzu Hans Hillger; původně byl určený pro most přes Labe v Drážďanech, ale nebyl použit, protože se jevil příliš velký a těžký. Trnová koruna byla doplněna až v Praze. [3];
- Bronzový epitaf saské princezny Žofie Hedviky Šlesvicko-Holštýnsko-Sonderbursko-Glücksburské (1630–1652), první manželky vévody Mořice Sasko-Zeitzského. Brohnův model odlil do bronzu kovolitec Andreas Herold. Epitaf původně sestával ze soch vévodkyně se syny (jednoročním Mořicem a dvouletým Johannem) v životní velikosti, klečícími v nice, rámované kartuší s andílky, andílčími hlavami, reliéfy a na vrcholu krucifixem. Byl osazen v kostele sv. Žofie v Drážďanech. Během druhé světové války byly bronzové sochy epitafu sejmuty a ukryty před nálety do krypty kostela sv. Kříže v Drážďanech. Po vybombardování celého kostela sv. Žofie a poboření kostela sv. Kříže byla figurální část epitafu v roce 1975 přestěhována do dómu ve Freibergu. Krucifix a kartuše s reliéfy byly po rekonstrukci dvorního kostela sv. Kříže v Drážďanech osazeny na severní stěnu u hlavního oltáře. Fragment stěny s kamennou nikou pobořeného kostela sv. Žofie stál ještě v roce 1963[4]
- Cínový sarkofág kurfiřta Jana Jiřího Saského († 1656) a jeho manželky Magdalény Sibyly († 1659), v severní kapli dómu ve Freibergu
- Cínové sarkofágy členů královské rodiny Wettinů
- Socha lovčího trubače se psem, na balustrádě před zámkem Moritzburgem (zničena za 2. světové války)